# Леоново (село, городской округ Истра)
Леоново — село (до 2018 года — деревня), в городском округе Истра Московской области России, до 2017 года — в составе сельского поселения Бужаровское Истринского района Московской области. Население — 14 чел. (2010), в селе 2 улицы: Раздольная и Ягодная.
Расположено на правом берегу реки Раменки, в 17 км (по шоссе около 21 км) на северо-запад от Истры, высота над уровнем моря 205 м.

## Население
| 2002 | 2006 | 2010 |
| ---- | ---- | ---- |
| 13   | ↘7   | ↗14  |